# ハンター (シーリングファン)
ハンターは、アメリカ合衆国テネシー州メンフィスに本社を置く、世界で最初にシーリングファンを開発・販売したメーカー、および同社が製造販売するシーリングファンの名称。

## 概要
正式名称は Hunter Fan Company。1886年にジョン・ハンターとジェームズ・ハンター親子によって創設された。
2016年現在、大手ホームセンター向けOEM商品を含む米国市場におけるシェアは、シーリングファン（天井扇）においてトップクラスであり、米国内でのブランド認知度は極めて高い。

## シリーズ
分類は日本総代理店の公式ホームページ( http://www.hunter-fan.jp/ )による。
- ヘリテージ・シリーズ
- オールドプレステージ・シリーズ
- コンテンポラリー・シリーズ
- トラディショナル・シリーズ
- トロピカル・シリーズ
- オールドプレステージ・シリーズ